# Jakob Micyllus

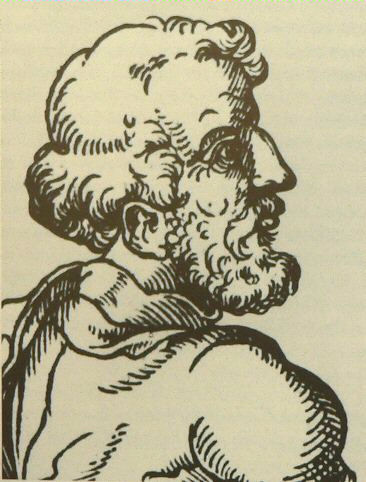
Jakob Micyllus

Jakob Micyllus, latinisiert aus Jakob Moltzer (* 6. April 1503 in Straßburg; † 28. Januar 1558 in Heidelberg), war ein deutscher Humanist, Dichter und Pädagoge. Er leitete die städtische Lateinschule in Frankfurt am Main und war Professor in Heidelberg, der sich vor allem  mit historischen Studien beschäftigte.

## Leben
Micyllus studierte 1518 bis 1522 in Erfurt, unter anderem bei Helius Eobanus Hessus, dessen Humanistenkreis er sich ebenso wie den Bestrebungen Luthers anschloss. Ende 1522 ging er nach Wittenberg und wurde Schüler des Reformators Philipp Melanchthon. 1524, mit 21 Jahren, trat er sein Amt als Rektor der wenige Jahre zuvor gegründeten Lateinschule in Frankfurt an, wo er als Lehrer tätig war. Der Ratsherr und Patrizier Hamman von Holzhausen, dessen Sohn Justinian ebenfalls in Wittenberg studierte, hatte Micyllus auf Empfehlung Melanchthons berufen. Zu Micyllus’ Schülern gehörte Petrus Lotichius Secundus.
Die ersten Jahre seines Rektorats verliefen sehr erfolgreich. Nach dem Frankfurter Zunftaufstand 1525 entwickelte sich in der Bürgerschaft jedoch eine radikale Strömung, die von den vom Rat berufenen reformatorischen Predigern Dionysius Melander und Johann Bernhard genannt Algesheimer geschürt wurde. Sie wandten sich nicht nur gegen die Geistlichkeit der Stadt, die durch das kaiserliche Kollegiatstift St. Bartholomäus repräsentiert wurde, sondern drängten den von wenigen Patrizierfamilien beherrschten Rat zu einer energischeren Politik gegenüber dem Erzstift Mainz, das jegliche Änderung der kirchlichen Verhältnisse ablehnte.
Micyllus fühlte sich in dieser Atmosphäre unwohl. Es ist nicht klar, ob er Lutheraner war und deshalb in konfessionellem Gegensatz zu den eher zwinglianisch orientierten Predigern stand, oder ob er als Humanist sich nicht für theologische Streitfragen interessierte. Jedenfalls wandte er sich Anfang 1532 in einem Gedicht gegen den kurz zuvor verstorbenen Ulrich Zwingli. Daraufhin richtete sich die von Melander und Algesheimer beeinflusste öffentliche Meinung der Stadt gegen ihn. Der Rat, in dem sein Gönner Holzhausen eine einflussreiche Position hatte, ließ ihm immerhin genügend Zeit, sich eine neue Stelle zu suchen. Am 18. Januar 1533 wurde Micyllus auf eine Professur nach Heidelberg berufen.
In Frankfurt änderten sich jedoch bald wieder die Verhältnisse. 1533 suspendierte der Rat den katholischen Gottesdienst und kam damit dem Willen des Volkes entgegen. Gleichzeitig gelang es ihm aber, die radikalen Prediger zu isolieren und abzuberufen. Im Rat und in der Bevölkerung gewannen die gemäßigten Kräfte die Oberhand, und 1536 schloss sich die Stadt dem schmalkaldischen Bund und damit der Augsburger Konfession an.
Schon kurz darauf wurde Micyllus wieder als Rektor der Lateinschule nach Frankfurt gerufen. Sein Gehalt wurde von 60 Gulden jährlich auf 150 Gulden erhöht. Während seines zweiten Rektorats etablierte sich die Frankfurter Lateinschule endgültig. Sie wurde 1542 im ehemaligen Barfüßerkloster untergebracht.
1547 verließ Micyllus allerdings wiederum Frankfurt und folgte einem zweiten Ruf nach Heidelberg als Professor für griechische Sprache und Literatur, wo er 1550 die Statuten der Philosophischen Fakultät neu ausarbeitete und 1556 Rektor der Universität war. Dort starb er hochangesehen am 28. Januar 1558.
Sein Sohn, der Jurist Julius Micyllus (ca. 1530 bis 1600), veröffentlichte 1564 unter dem Titel Argentoratensis Sylvarum […] die lateinischen Gedichte des Vaters. Julius Micyllus war von 1582 bis 1584 kurpfälzischer Kanzler in Zweibrücken, 1586 dann Rat und Kanzler in Hohenlohe-Weikersheim.

## Schriften (Auswahl)
- Jacobi Micylli hodoeporicon : Epicedion Mosellani. Epicedion Neseni. Et pleraque alia dignissima. Klug, Wittembergae 1527 (Digitalisierte Ausgabe der Universitäts- und Landesbibliothek Düsseldorf)
- Varia epigrammata graeca & latina & alia carmina graca, Basel 1538
- Sylva variorum carminum
- Commentataria in Homerum, Basel 1541
- Annotationes in Joh. Bocatii genealogiam Deorum, Basel 1532
- Scholia ad Martialis obscuriores aliquot locos
- Ratio examinandorum versuum
- Calendarium
- Carmen elegiacum de ruina arcis Heidelbergensis, quae facta est 1537
- Annotationes in Ovidium, & in Lucanum
- Arithmetica logistica
- Euripidis vita, Basel 1558
- De Tragaedia & ejus partibus
- Traductio aliquot operum Luciani cum scholiis
- Annotationes in Euripidem, Basel 1562
- Urbis Francofurdi gratulatio ad Caronum, Leipzig 1530